# مارسيلو كاناليس
مارسيلو كاناليس (بالإسبانية: Marcelo Canales)‏ (6 يناير 1991 في هندوراس - ) هو لاعب كرة قدم هندوراسي في مركز الوسط.

## وصلات خارجية
- مارسيلو كاناليس على موقع قاعدة بيانات كرة القدم.إي يو (الإنجليزية)
- مارسيلو كاناليس على موقع Soccerway.com (الإنجليزية)